# Ladislav Šmíd
Ladislav Šmíd (* 1. února 1986 Frýdlant) je český hokejový trenér a bývalý hokejový obránce.

## Po skončení kariéry
V létě 2024 se stal trenérem obránců u české reprezentace do 20 let. Od června 2025 je asistentem trenéra české hokejové reprezentace do 18 let.

## Ocenění a úspěchy
- 2003 ČHL-20 - Nejlepší nahrávač mezi obránci
- 2004 MS-18 - All-Star Tým
- 2007 NHL - YoungStars Roster
- 2019 ČHL - Nejlepší obránce
- 2019 ČHL - Nejvyšší průměr strávený na ledě
- 2020 ČHL - Nejvyšší průměr strávený na ledě
- 2020 ČHL - Nejlepší nahrávač mezi obránci
- 2021 ČHL - Nejvyšší průměr strávený na ledě
- 2022 ČHL - Nejvyšší průměr strávený na ledě

## Prvenství

### ČHL
- Debut - 22. listopadu 2002 (Bílí Tygři Liberec proti HC Oceláři Třinec)
- První asistence - 17. října 2003 (Bílí Tygři Liberec proti HC Vítkovice)
- První gól - 22. února 2004 (Bílí Tygři Liberec proti HC Oceláři Třinec, brankáři Vlastimilu Lakosilovi)

### NHL
- Debut - 5. října 2006 (Edmonton Oilers proti Calgary Flames)
- První asistence - 12. října 2006 (Edmonton Oilers proti San Jose Sharks)
- První gól - 22. února 2007 (Columbus Blue Jackets proti Edmonton Oilers, brankáři Fredrik Norrena)

## Klubové statistiky
| Sezóna       | Klub                   | Soutěž       |        | Základní část | Základní část | Základní část | Základní část | Základní část |        | Play off | Play off | Play off | Play off | Play off |
| Sezóna       | Klub                   | Soutěž       | Z      | G             | A             | B             | TM            | Z             | G      | A        | B        | TM       |          |          |
| 2002/2003    | Bílí Tygři Liberec     | ČHL          | 4      | 0             | 0             | 0             | 0             | —             | —      | —        | —        | —        |          |          |
| 2003/2004    | Bílí Tygři Liberec     | ČHL          | 45     | 1             | 1             | 2             | 51            | —             | —      | —        | —        | —        |          |          |
| 2003/2004    | HC Berounští Medvědi   | 1.ČHL        | —      | —             | —             | —             | —             | 3             | 1      | 1        | 2        | 4        |          |          |
| 2004/2005    | Bílí Tygři Liberec     | ČHL          | 39     | 1             | 3             | 4             | 14            | 12            | 0      | 0        | 0        | 6        |          |          |
| 2005/2006    | Portland Pirates       | AHL          | 71     | 3             | 25            | 28            | 48            | 16            | 0      | 1        | 1        | 16       |          |          |
| 2006/2007    | Edmonton Oilers        | NHL          | 77     | 3             | 7             | 10            | 37            | —             | —      | —        | —        | —        |          |          |
| 2007/2008    | Springfield Falcons    | AHL          | 8      | 1             | 4             | 5             | 15            | —             | —      | —        | —        | —        |          |          |
| 2007/2008    | Edmonton Oilers        | NHL          | 65     | 0             | 4             | 4             | 58            | —             | —      | —        | —        | —        |          |          |
| 2008/2009    | Edmonton Oilers        | NHL          | 60     | 0             | 11            | 11            | 57            | —             | —      | —        | —        | —        |          |          |
| 2009/2010    | Edmonton Oilers        | NHL          | 51     | 1             | 8             | 9             | 39            | —             | —      | —        | —        | —        |          |          |
| 2010/2011    | Edmonton Oilers        | NHL          | 78     | 0             | 10            | 10            | 85            | —             | —      | —        | —        | —        |          |          |
| 2011/2012    | Edmonton Oilers        | NHL          | 78     | 5             | 10            | 15            | 44            | —             | —      | —        | —        | —        |          |          |
| 2012/2013    | Bílí Tygři Liberec     | ČHL          | 22     | 2             | 12            | 14            | 22            | —             | —      | —        | —        | —        |          |          |
| 2012/2013    | Edmonton Oilers        | NHL          | 48     | 1             | 3             | 4             | 55            | —             | —      | —        | —        | —        |          |          |
| 2013/2014    | Edmonton Oilers        | NHL          | 17     | 1             | 1             | 2             | 16            | —             | —      | —        | —        | —        |          |          |
| 2013/2014    | Calgary Flames         | NHL          | 56     | 1             | 5             | 6             | 62            | —             | —      | —        | —        | —        |          |          |
| 2014/2015    | Calgary Flames         | NHL          | 31     | 0             | 1             | 1             | 13            | —             | —      | —        | —        | —        |          |          |
| 2015/2016    | Calgary Flames         | NHL          | 22     | 0             | 0             | 0             | 6             | —             | —      | —        | —        | —        |          |          |
| 2015/2016    | Stockton Heat          | AHL          | 1      | 0             | 0             | 0             | 0             | —             | —      | —        | —        | —        |          |          |
| 2016/2017    | Calgary Flames         | NHL          | zraněn | zraněn        | zraněn        | zraněn        | zraněn        | zraněn        | zraněn | zraněn   | zraněn   | zraněn   | zraněn   |          |
| 2017/2018    | Bílí Tygři Liberec     | ČHL          | 47     | 3             | 10            | 13            | 40            | 10            | 1      | 1        | 2        | 12       |          |          |
| 2017/2018    | HC Benátky nad Jizerou | 1.ČHL        | 1      | 0             | 0             | 0             | 12            | —             | —      | —        | —        | —        |          |          |
| 2018/2019    | Bílí Tygři Liberec     | ČHL          | 51     | 4             | 20            | 24            | 54            | 17            | 1      | 5        | 6        | 8        |          |          |
| 2019/2020    | Bílí Tygři Liberec     | ČHL          | 51     | 6             | 29            | 35            | 64            | —             | —      | —        | —        | —        |          |          |
| 2020/2021    | Bílí Tygři Liberec     | ČHL          | 26     | 1             | 10            | 11            | 40            | —             | —      | —        | —        | —        |          |          |
| 2021/2022    | Bílí Tygři Liberec     | ČHL          | 32     | 2             | 16            | 18            | 24            | 10            | 1      | 8        | 9        | 4        |          |          |
| Celkem v NHL | Celkem v NHL           | Celkem v NHL | 583    | 12            | 60            | 72            | 472           | —             | —      | —        | —        | —        |          |          |
| Celkem v ČHL | Celkem v ČHL           | Celkem v ČHL | 317    | 20            | 101           | 121           | 309           | 49            | 3      | 14       | 17       | 30       |          |          |

## Reprezentace
| Rok             | Tým             | Soutěž          | Z  | G | A | B | TM |
| --------------- | --------------- | --------------- | -- | - | - | - | -- |
| 2003            | Česko 18        | MS-18           | 6  | 0 | 0 | 0 | 2  |
| 2004            | Česko 20        | MSJ             | 6  | 1 | 2 | 3 | 4  |
| 2004            | Česko 18        | MS-18           | 5  | 0 | 2 | 2 | 0  |
| 2005            | Česko 20        | MSJ             | 7  | 0 | 2 | 2 | 4  |
| 2006            | Česko 20        | MSJ             | 6  | 1 | 1 | 2 | 0  |
| 2007            | Česko           | MS              | 6  | 0 | 0 | 0 | 31 |
| 2008            | Česko           | MS              | 3  | 0 | 0 | 0 | 2  |
| 2013            | Česko           | MS              | 8  | 0 | 3 | 3 | 6  |
| 2014            | Česko           | ZOH             | 5  | 0 | 0 | 0 | 2  |
| Junioři celkově | Junioři celkově | Junioři celkově | 30 | 2 | 7 | 9 | 10 |
| Senioři celkově | Senioři celkově | Senioři celkově | 22 | 0 | 3 | 3 | 41 |